# Murtensee
Murtensee (niem.), Lac de Morat (fr.) – jezioro w zachodniej Szwajcarii, na granicy kantonów Fryburg i Vaud, położone na Wyżynie Szwajcarskiej, na wschód od jeziora Neuchâtel.
Powierzchnia jeziora wynosi 22,8 km², maksymalna głębokość – 46 m. Lustro wody znajduje się na wysokości 430 m n.p.m. Przez jezioro przepływa rzeka Broye – odcinek wypływający z jeziora jest skanalizowany i jako Kanał Broye łączy Murtensee z jeziorem Neuchâtel. Na wschodnim brzegu jeziora położone jest miasto Murten (Morat).
Na brzegu jeziora odnalezione zostały pozostałości osad zbudowanych na palach (palafity) z IV wieku p.n.e.